# Palirisa curvilineata
Palirisa curvilineata är en fjärilsart som beskrevs av Clayton Dissinger Mell 1937. Palirisa curvilineata ingår i släktet Palirisa och familjen Eupterotidae. Inga underarter finns listade i Catalogue of Life.